# Franco Lo Cascio
Franco Lo Cascio, noto anche con lo pseudonimo di Luca Damiano (Roma, 29 agosto 1946), è un regista italiano la cui carriera si è svolta quasi interamente nel settore della pornografia.

## Biografia
Ha iniziato la propria carriera come aiuto regista per Fernando Di Leo (il primo film a cui ha collaborato è Rose rosse per il führer del 1968). Nel 1975 ha esordito alla regia, con Piedino il questurino, interpretato da Franco Franchi.
Nei primi anni ottanta ha importato diversi film pornografici dalla Francia, riadattandoli e inserendovi contenuti più soft, in osservanza ai divieti italiani. Tra il 1984 e il 1985 ha diretto una decina di film pornografici la cui regia è accreditata nei titoli di testa a Lucky Faar Delly, pseudonimo di Luciano Fardelli, l'amministratore unico della società che si occupava della produzione di questa serie di pellicole.
Negli anni seguenti ha realizzato altri film, orientando la sua carriera verso il genere erotico/comico, per poi passare agli inizi degli anni novanta al porno vero e proprio, caratterizzato però da film spesso in costume, con scenografie e trama, che verranno esportati anche all'estero e gli porteranno il successo internazionale. Uno di questi è Amleto - Per amore di Ophelia, girato nel 1995, sviluppato sulla trama dell'Amleto di Shakespeare, con gran parte dei dialoghi recitati (doppiati) in rima: le riprese si sono svolte interamente nel castello medievale di Piccolomini a Balsorano. Il film è risultato vincitore del Best American Release in Europe 1996 degli AVN Awards, che premia il migliore film di produzione europea.
Nella sua carriera ha diretto i principali attori pornografici degli anni ottanta e novanta, come Roberto Malone, Rocco Siffredi, Francesco Malcom, Milly D'Abbraccio, Marina Frajese, Erika Bella, Nikki Andersson, Maria Bellucci, Olivia Del Rio, Anita Dark, Draghixa Laurent.
In alcuni film da lui diretti ha fatto brevi camei o è apparso in ruoli secondari. Occasionalmente, ha utilizzato pseudonimi diversi da "Luca Damiano"; ad esempio Frank G. Carroll e Mark Principe.
Nel 2000 ha ottenuto il Ninfa prize alla carriera al Festival Internacional de Cine Erótico de Barcelona e nel 2001 il  Ninfa 2001 especial del Jurado.

## Filmografia come regista

### Filmografia tradizionale
- Piedino il questurino (1974)
- L'educanda (1975)
- Ah sì?... E io lo dico a Zzzorro! (1976)
- Seduzione gitana (1996) (co-regia con Joe D'Amato)
- Il Marchese del Grill...etto (1997) [10]

### Filmografia pornografica
- La chiave del piacere (1984)
- Le due... grandi labbra (1984)
- Marina governante sexy (1984)
- Nido d'amore (1984)
- Le due bocche di Marina (1985)
- Marina una moglie così perbene (1986)
- Transex (1988)[11]
- La signora dell'Orient Express (1989)
- Anal Trailer 1 (1990)
- Alice nel paese delle pornomeraviglie (1993)
- Dominio anale (1993)
- Le avventure erotiX di Cappuccetto Rosso (1993)
- Le tre porcelline (1993)
- Una zia, due nipotine... 30 cm di cameriere (1993)
- Fantasmi al castello (1994) (co-regia con Joe D'Amato)
- Il Marchese de Sade - Oltre ogni perversione (1994) (co-regia con Joe D'Amato)
- Ladri gentiluomini - Donne, gioielli... e culi belli (1994) (co-regia con Joe D'Amato)
- Marco Polo - La storia mai raccontata (1994) (co-regia con Joe D'Amato)
- Sexy caccia al tesoro (1994) (co-regia con Joe D'Amato)
- The Erotic Adventures of Aladdin X (1994) (co-regia con Joe D'Amato) [12]
- Amleto - Per amore di Ophelia (1995) (co-regia con Joe D'Amato)[13]
- Barone Von Masoch (1995) (co-regia con Joe D'Amato)
- Biancaneve e i sette nani (1995)
- Decameron X - Racconti arguti... di mogli puttane e di mariti cornuti (1995) (co-regia con Joe D'Amato)
- Decameron X 2 - Novelle maliziose... di bernarde assai vogliose (1995)
- L'alcova dei piaceri proibiti (1995) (co-regia con Joe D'Amato)
- Le mille e una notte (1995) (co-regia con Joe D'Amato)
- Scandalo al sole (1995) (co-regia con Joe D'Amato)
- Schiava dei piaceri di Sodoma (1995)
- Nuovo Cinema Paradisex (1996)
- Decameron X - Racconti di dame e cavalieri... di stalloni e di scudieri (1996)
- Decameron X - Novelle boccaccesche... di cortigiane e fantesche (1996)
- Grossi calibri al campo militare (1996)
- Napoleone imperatore perverso (1996)
- Orient Express (1996)
- La principessa, il guardaspalle e la spogliarellista (1996)
- Scuola di modelle (1996)
- Viaggi di nozze (1996)
- C'era una volta il... bordello (1997)
- Cindy (1997)
- La contessa Gamiani (1997)
- I segreti del confessionale (1997)
- Le novizie (1997)
- Le stagioni di Bel (1997) (co-regia con Joe D'Amato)
- Lili (1997)
- Porno Cabaret (1997)
- Rock Erotic Picture Show (1997)
- Salomé (1997)
- La moglie bugiarda (1997)
- Infermiera di lusso (1998)
- Don Giovanni (1998)[14]
- Paolina Borghese ninfomane imperiale (1998)
- Sogni erotici di Lady D (1998)
- AnaXtasia - La principessa stuprata (1998)
- Biancaneve 10 anni dopo (1999)
- Suore depravate in un convento di clausura (1999)[15]
- La regina della notte (1999)[16]
- La portiera (1999)
- Lingerie (1999)
- Pippi e i cazzi lunghi (1999)[17]
- Sexgate (1999)
- Arsenio Lupin - Lo scassinatore di culi (2000)
- Marylin - A qualcuno piace calda (2000)
- Penocchio (2002)
- La strega e la fanciulla (2002)
- Lola e il professore (2002)